# 天主教烏姆濟姆庫盧教區
天主教烏姆濟姆庫盧教區（拉丁語：Dioecesis Umzimkulensis）是南非一個羅馬天主教教區，屬德班總教區。
教區成立於1954年2月21日，位於夸祖魯-納塔爾省東南部，2010年有教友156,000人（佔轄區總人口7.4%）、十四個堂區、十九名司鐸。現任教區主教為達尼老·若望·久巴。